# Capito brunneipectus
Capito brunneipectus е вид птица от семейство Capitonidae.

## Разпространение
Видът е разпространен в Бразилия.